# Денис Пушилин
Денис Владимирович Пушилин (рус. Дени́с Влади́мирович Пуши́лин, укр. Денис Володимирович Пушилін; Макејевка, 9. мај 1981) је руски и украјински политичар и актуелни шеф државе делимично признате Доњецке Народне Републике (ДНР) од 20. новембра 2018. године.
Пушилин је раније накратко био шеф државе 2014. године након оснивања ДНР. Након тога је обављао функцију председника Народног савета (председника парламента) републике до смрти Александра Захарченка 2018. године.

## Биографија
Пушилин је родом из рударског града Макeјевка. Син је радника Макејевске металуршке фабрике Владимира Пушилина и Валентине Хасанове. Завршио је руску државну школу Макејевског градског већа, Макејевски лицеј.
Пушилин је кроз обавезни војни рок служио у Националној гарди Украјине од 1999. до 2000. године као припадник батаљона за специјалне задатке на Криму.
2000-их студирао је на Донбашкој националној академији инжењерства и архитектуре, факултет. Према документима које је Пушилин доставио Централној изборној комисији Украјине, пријавио је да има пуно средње образовање. У периоду 2002–2006 радио је у посластичарници „Слатки живот“.
У периоду 2011–2013, Пушилин је био повезан са компанијом МММ-2011, контроверзном пирамидалном шемом руског предузетника Сергеја Мавродија. Пушилин је у децембру 2013. године основао странку под именом МММ (Ми имамо мету). Странка је учествовала на парламентарним изборима 2013. године, али није успела да освоји место у Врховној ради.
Пушилин је 19. маја 2014. постао председник Врховног савета Доњецке Народне Републике, а према нацрту устава усвојеног 15. маја, шеф државе нове републике. Тада је изјавио да не замишља да ДНР постане независна држава, већ да се придружи обновљеној Руској Империји. Док је био у посети Москви у јуну 2014, Пушилин је најавио да ће предузећа ДНР која се баве утајем пореза бити национализована.
Пушилин је до сада преживео два покушаја атентата, оба су се догодила у року од недељу дана, 7. и 12. јуна 2014.
Пушилин је поднео оставку на место шефа Врховног савета Доњецке Народне Републике у јулу 2014. године. Од 14. новембра 2014. до 4. септембра 2015. био је потпредседник Савета Доњецке Народне Републике, затим је заменио Андреја Пургина и поново постао председник Савета.
Дана 7. септембра 2018. године, након што је његов претходник Александар Захарченко страдао у атентату, Пушилин је именован за вршиоца дужности главе Доњецке Народне Републике; функцију коју је обављао до 11. новембра 2018. године када му је функција постала трајна.
Пушилин је 21. фебруара 2022. потписао споразум о пријатељству, сарадњи и узајамној помоћи између Доњецке Народне Републике и Руске Федерације. На овој церемонији је председник Русије Владимир Путин потписао указ о признању независности ДНР. Крајем фебруара, Пушилин је мобилисао трупе да помогну руским снагама у одбрани ДНР од Украјине.